# Pro Milone

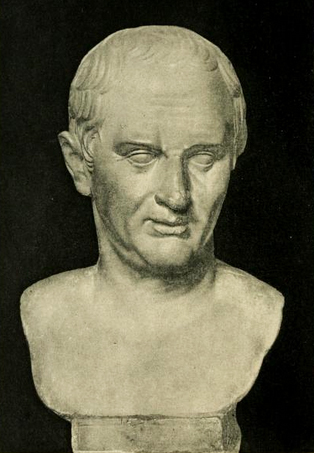
Marco Tullio Cicerone

L'Oratio pro Tito Annio Milone (Orazione in difesa di Tito Annio Milone) è un discorso giudiziario che sarebbe dovuto essere pronunciato nel 52 a.C. dall'oratore romano Marco Tullio Cicerone.
Tito Annio Milone era un importante politico della fazione degli optimates, in conflitto con il popolare Publio Clodio Pulcro, leader della plebe romana. I due scatenarono gravi e violenti disordini mediante la creazione di bande di schiavi armati e gladiatori; il 18 gennaio del 52 a.C., infine, si incontrarono presso Bovillae, sulla via Appia, e nello scontro che si originò Clodio fu ucciso.
Di fronte alle manifestazioni popolari che si scatenarono, fu impossibile per gli optimates evitare che Milone fosse citato in giudizio: il processo per la morte di Clodio si tenne in aprile, e a presentare le ragioni dell'accusa furono Marco Antonio e Appio Claudio Pulcro, consolare e fratello di Clodio. La difesa fu affidata, invece, ai principali oratori, tra cui, appunto, Cicerone.
Questi, tuttavia, salito sui rostra, le tribune del Foro da cui gli oratori parlavano, impaurito dal numero di persone radunatesi, non riuscì a pronunciare la sua orazione, e il suo discorso fu anzi stentato ed inconcludente:
(Plutarco, Vite parallele. Cicerone, 35, 5; trad. di Domenico Magnino, UTET.)
Milone fu dunque condannato per i voti di 12 senatori su 18, 13 equites su 17 e 16 tribuni dell'erario su 19, e costretto a ritirarsi in esilio a Marsiglia.
Più tardi, Cicerone riscrisse e pubblicò l'orazione che avrebbe voluto pronunciare in occasione del processo a Milone, facendone il capolavoro dell'arte oratoria romana: lo stile è particolarmente curato ed equilibrato, le argomentazioni precise e sottili.

## Contesto storico

### Gli ultimi anni della Repubblica
L'ultimo settantennio della repubblica vede Roma in preda all'anarchia più sfrenata e pericolosa.
Cicerone aveva tentato di riportare l'ordine sopprimendo gli autori e i complici della congiura di Catilina, ma così facendo aveva causato amarezza e odio da parte dei plebei nei suoi confronti.
Il decennio che va dal 62 a.C. al 52 a.C. ha come protagonisti Clodio e Milone: il primo sostenuto dalla plebe e istigatore dell'odio nei confronti dei patrizi; il secondo spalleggiato dal Senato, da Cicerone stesso e da tutti coloro i quali avevano a cuore la conservazione della repubblica.
Clodio apparteneva alla gens Claudia e fu un abile manipolatore delle passioni della plebe, più che patrono della sua causa. Gli orrori della guerra civile, il trionfo di Silla, le proscrizioni, le confische e le facili fortune, che aveva avuto modo di vedere durante la giovinezza, dovevano aver maturato in lui la convinzione che la forza fosse l'unica arma infallibile per raggiungere il potere. Oratore abilissimo, durante la guerra Mitridatica seguì, col fratello Appio, il cognato Lucullo contro cui fece insorgere i soldati, facendo leva sulle difficoltà della vita militare e le mal retribuite fatiche. Tornato a Roma, dopo essersi prima rifugiato presso un altro suo cognato, Q. Marcio Re, poi sfuggito ai pirati, fece il primo passo della sua carriera politica accusando Catilina di concussione nel governo della provincia d'Africa. Era una consuetudine abbastanza diffusa all'epoca, quella di esordire nel cursus honorum citando in giudizio un cittadino colpevole di broglio o rapina.
Catilina fu assolto, ma la sua figura e quella di Clodio stesso ne uscirono egualmente infamate, perché responsabili di corruzione. Dopo questo giudizio, Clodio lasciò nuovamente Roma per la Gallia transalpina, al seguito di L. Murena. Tornato a Roma, però, durante l'orditura della congiura di Catilina, manifestò un contegno equivoco, successivamente interpretato da Cicerone come appoggio alla congiura stessa.
Al 62 a.C. va ricondotta la nascita dell'inimicizia tra Clodio e Cicerone dopo un fatto molto grave avvenuto in casa di Gaio Giulio Cesare durante i riti sacri della Bona Dea, la notte tra il 4 e il 5 dicembre. Clodio, incurante del fatto che alla festa, in mezzo alle vestali e alle matrone, la sola presenza maschile sarebbe stata considerata sacrilegio, approfittando del suo aspetto femminile, si travestì da suonatrice d'arpa e si introdusse nel palazzo con lo scopo di trascorrere la notte assieme alla sua amante Pompea, nonché moglie di Cesare. Sfortunatamente per lui, il suo piano fallì perché Aurelia, madre di Cesare, aveva riconosciuto in lui una voce maschile. Datosi alla fuga, Clodio fu successivamente processato e assolto con venticinque voti contrari e trentuno favorevoli, grazie al denaro che aveva utilizzato per corrompere i giudici. I testimoni d'accusa più gravi erano stati appunto Cicerone, il quale con una dichiarazione distruggeva l'alibi invocato da Clodio, e L. Lucullo che accusava Clodio di incesto con sua sorella, maritatasi ad un Lucullo. A partire da quel momento Clodio coltivò un profondo desiderio di vendetta nei confronti di Cicerone.
Dopo aver rotto ogni rapporto con gli optimates, avendo già precedentemente beneficiato dell'appoggio del popolo, divenne uno dei leader popolari più apprezzati. Così il 24 maggio del 60 a.C. pronunciò  la sacrorum detestatio, allo scopo di disconoscere le proprie origini patrizie e prepararsi al tribunato per volgere, con la massima autorità, contro Cicerone le ire della plebe.

### Esilio e ritorno di Cicerone
Cesare, infastidito da alcune dichiarazioni fatte da Cicerone durante un processo, decise di aiutare Clodio facendolo adottare illegalmente dal plebeo P. Fonteio, il quale lo fece immediatamente emancipare. Il 10 dicembre del 59 a.C. Clodio ottenne il tribunato e fece approvare quattro di quei progetti di legge che Cicerone definiva faces et pestes republicae: lex Clodia frumentaria; lex Clodia de iure et tempore legum rogandarum; lex Clodia de veteribus sodaliciis restituendis et novis instituendis; lex de censoria notione.
Di un secondo gruppo di leggi clodiane, la principale era intesa a colpire Cicerone con il tacito assenso di Cesare e Pompeo, che avevano a cuore l'allontanamento da Roma dei sostenitori dell'autorità senatoria. Secondo questa legge veniva inflitta l’interdictio aquae et ignis, vale a dire l'esilio, a chi uccidesse o avesse ucciso cittadini romani senza giudizio popolare. Cicerone, essendosi macchiato di questa colpa nei confronti di chi aveva partecipato alla congiura di Catilina, non attese neppure di essere citato e lasciò Roma spontaneamente. Contemporaneamente Clodio portò a termine la sua vendetta confiscandogli tutti i beni, saccheggiandone le ville e distruggendo in particolare la casa sul Palatino. Successivamente i rapporti con Cesare e Pompeo si incrinarono e la potenza di Clodio, dopo aver toccato l'apogeo, iniziò lentamente a decadere.
Al contrario il partito degli ottimati stava inaspettatamente ottenendo un gran successo, avendo dalla sua parte la maggioranza quasi assoluta dei tribuni della plebe. Fra questi primeggiavano per l'entusiasmo con cui patrocinavano la causa di Cicerone, T. Annio Milone e P. Sestio. Il 15 gennaio del 57 a.C. venne proposto un progetto di legge (rogatio) per richiamare Cicerone dall'esilio, e il 25 dello stesso mese doveva essere discusso, ma la notte precedente i clodiani circondarono la curia con gladiatori armati e, al momento del voto, colpirono l'assemblea facendone una strage. Dopo questo affronto, Milone decise di combattere Clodio con tutte le sue forze, non escluse le bande armate. Dapprima lo citò in tribunale con la lex Plotia de vi, ma Clodio, rimandando con raggiri il processo, ebbe il tempo di assaltare la casa di Milone, che a sua volta decise di difendersi armando una banda di gladiatori e schiavi da opporre a quella di Clodio, con il consenso dello stesso Pompeo. Da questo momento in poi Roma si trasforma in un teatro di tumulti e aggressioni.
Intanto nei comizi del 4 agosto del 57 a.C. si deliberava il richiamo di Cicerone in patria, al quale venivano restituiti i beni confiscati e concesso il risarcimento dei danni patiti per le violenze clodiane. Clodio, senza perdersi d'animo, attaccò il cantiere che si stava occupando di ricostruire la casa di Cicerone, aggredì pochi giorni dopo lo stesso oratore sulla via Appia, riuscendo quasi ad ucciderlo e tentò l'assalto della casa di Milone. Il Senato deliberò dunque di processarlo de vi. Per evitare questo processo, egli si candidò all'edilità curule e venne eletto attorno al 20 gennaio del 56 a.C. per l'anno in corso, usufruendo così dell'immunità garantita dalla carica.
Dopo questi avvenimenti, ci fu un periodo di relativa calma che vide Clodio e Pompeo riconciliarsi e Cicerone lontano dalla vita politica.
Nel 53 a.C. ripresero i tumulti, con spettatore Pompeo, il quale sperava di ottenere dal Senato i poteri dittatoriali per salvare la repubblica e rifarsi del semianonimato in cui era caduto il suo nome a causa delle grandi imprese di Giulio Cesare. Clodio intraprese la campagna elettorale per la pretura e contemporaneamente il suo rivale Milone avanzò la propria candidatura al consolato, ma a causa del clima di violenza, le elezioni furono rinviate al 52 a.C. Clodio pose alla base della sua propaganda elettorale una serie di attacchi verbali allo scopo di demolire la figura di Milone, difeso a sua volta da Cicerone. Con un'ultima dichiarazione, Clodio accusò Milone di non aver esposto, presentando la sua petizione, il proprio stato finanziario.
Il 18 gennaio del 52 a.C. Clodio e Milone, accompagnati ciascuno da un numeroso seguito, si incontrarono casualmente sulla via Appia. Le loro retroguardie si azzuffarono e la lotta divenne generale, tanto che Clodio stesso rimase ucciso sulla strada. Il suo cadavere venne raccolto e portato a Roma dal senatore Sesto Tedio, che era casualmente di passaggio in quel momento. Successivamente Sesto Clodio, segretario dell'ucciso, portò il cadavere del demagogo nella curia, la cui pira causò poi l'incendio della curia stessa e della basilica Porcia attigua.

### Le riforme di Pompeo
L'intero episodio fu la causa di disordini e dell'anarchia più totale in città, al punto che un senatus consultum ultimum ordinò all'interrè Servio Sulpicio di conferire a Pompeo la carica di consul sine collega con l'autorità dittatoriale di far leva di soldati in Italia per ristabilire l'ordine a Roma. Pompeo ebbe così la possibilità di mettere in atto un gran numero di leggi, precedentemente elaborate nella consapevolezza che un giorno avrebbe ottenuto il pieno potere, leggi che avevano come obiettivo il ristabilimento dell'ordine e l'abbreviazione dei processi per rendere meno facile la corruzione. Venne infatti stabilito che i processi non dovessero durare più di cinque giorni: i primi quattro riservati all'assunzione delle prove e il quinto alla trattazione finale e alla sentenza. Infine il tempo dell'accusa fu limitato a due ore, quello della difesa a tre.
Il processo de vi riguardante l'uccisione di Clodio, ebbe inizio il 4 aprile. L'accusa avrebbe dovuto interrogare per tortores, secondo la legge, cinquantaquattro schiavi di Milone, che questi però negava di poter produrre perché da lui emancipati e fatti liberi cittadini. Al contrario, a questo interrogatorio furono sottoposti gli schiavi di Clodio. L'audizione dei testimoni durò dal 4 al 6 aprile, aperta con C. Causinio Schola amico di Clodio e chiusa con Fulvia, moglie dell'ucciso. Il giorno 8 aprile si incominciò a parlare per l'accusa e per la difesa, ma le urla e le minacce della folla, smontarono l'impeto di Cicerone, che a stento riuscì a pronunciare un’oratiuncola , in confronto al capolavoro che avrebbe poi elaborato nella solitudine dei suoi studi.
L'orazione, raccolta dai notarii o tachigrafi nel momento stesso in cui veniva pronunciata, continuò ad essere letta fino ai tempi di Asconio e Quintiliano. Anche lo Scholia Bobiensia sembra faccia riferimento a questa prima orazione, le cui interruzioni, reticenze e il disordine mostravano le tracce dello sgomento.
La maggioranza non accettò la tesi principale di Cicerone, secondo la quale Clodio era stato giustamente ucciso, per aver insidiato la vita di Milone, né la secondaria che voleva presentare Milone come eroe della repubblica, per averla sottratta alle grinfie di uomo infido, autore di innumerevoli tumulti. Lo storico Velleio Patercolo affermò che la condanna di Milone fu dettata soprattutto dall'avversione di Pompeo nei suoi confronti, nata dal sospetto che egli avesse in serbo di ucciderlo.
“Milonem reum non magis invidia facti quam Pompeii damnavit voluntas”. (Vell. Paterc. 2.47)

## Contenuto dell'orazione
Con l'orazione in difesa di Milone, Cicerone cercò di far chiarezza sulle dinamiche dello scontro avvenuto tra Tito Annio Milone e Publio Pulcro Clodio il 18 gennaio del 52 a.C. lungo la via Appia. Milone era in viaggio con la moglie e un numeroso stuolo di schiavi, quando si imbatté in un corteo guidato da Clodio, composto da una trentina di servi armati. Ebbe origine uno scontro sanguinoso tra i due schieramenti, in cui Clodio e i suoi ebbero la peggio. L'eccidio della via Appia segnò la conclusione di un lungo e sanguinoso conflitto, che aveva visto quell'anno Milone candidarsi al consolato e Clodio alla pretura. Quest'ultimo non aveva risparmiato frodi e corruzione per sostenere i competitori di Milone nella corsa al consolato: P. Plauzio Ipseo e Q. Metello Scipione. Milone dal canto suo poteva vantare l'appoggio di Cicerone, amico e benefattore, sostenitore dei suoi medesimi ideali. Le opposte passioni politiche precipitarono dunque nella sanguinosa mischia della via Appia in cui Clodio perse la vita per mano di uno dei servi di Milone. Le circostanze della sua morte non sono certe perché ci sono pervenute due versioni: la prima riportata dall'orazione ciceroniana, Pro Milone, l'altra nel commento di Asconio alla stessa, nella quale lascia intendere che Milone fosse da condannare in quanto avesse infierito su Clodio quand'era già ferito.
Il contraccolpo per l'uccisione di Clodio è terribile per la città: si susseguono guerriglie e assedi che portano all'elezione dei due rivali di Milone. La strage della via Appia che di per sé è di poco rilievo, contribuisce all'irrimediabile crisi della repubblica. Il Senato, infatti, per far fronte ai continui tumulti che infiammavano la città, stabilì per senatoconsulto che Pompeo provvedesse alla sicurezza dello Stato. Come prima azione, Pompeo decretò due leggi tese a colpire Milone, accusato della morte di Clodio: la legge de ambitu e la legge de vi. Quest'ultima contempla esplicitamente l'uccisione di Clodio che divenne il principale capo d'accusa contro Milone. Anche in quest'occasione Milone poté contare sul sostegno di Cicerone.
Il processo ebbe inizio il 4 aprile con interrogatori e deposizioni dei servi di Clodio. L'8 aprile vennero sorteggiati gli ottantuno giudici*. Prima deposero gli accusatori, indi Cicerone. Il processo vide tumulti e incidenti, e la situazione precipitò quando prese la parola Cicerone. Il clamore dei clodiani insorse contro di lui col proposito di strappare la condanna di Milone. L'orazione si conclude con Cicerone che chiede misericordia ai giudici e li implora a suo nome. Per convincerli ad assolverlo descrive l'ipotetica reazione dei giudici all'idea che Clodio, potesse tornare in vita e prospetta ai loro occhi la perdita della proprietà privata che avrebbe in tal caso accompagnato il successo di Clodio. Inoltre non è irrilevante ai fini dell'orazione che Cicerone si sia rivolto ai giudici come se tutti fossero appartenuti al rango senatorio, compiacendo, dunque, chi effettivamente non vi apparteneva. Non rivolge a Pompeo dei semplici elogi ma sottolinea che le misure di sicurezza prese da quest'ultimo non avrebbero colpito il suo assisitito. Tuttavia di fronte alle guerriglie insorte e il malumore della folla che richiede l'intervento dell'esercito, Cicerone pronunciò un'orazione claudicante, breve ed inefficace.

## Struttura dell'orazione
La prima arringa miloniana di cui parlano anche Asconio e Quintiliano non ci è pervenuta. Quella che si è conservata è successiva al processo, scritta con mente calma, ed è considerata ancora oggi un capolavoro dell'eloquenza ciceroniana. Cicerone non aveva intenzione di mutare la sostanza degli argomenti ma di far emergere, attraverso uno studio più attento dello stile, la passione venuta meno durante l'esposizione in tribunale.
Tra le aggiunte apportate troviamo la seconda tractatio, quella extra causam che abbraccia la linea difensiva proposta da Bruto nel fittizio discorso Pro Milone e inizialmente rifiutata da Cicerone; gli elogi rivolti a Pompeo; la profezia di sventura (paragrafo 69).

### Divisione dell'opera
L'orazione è strutturata in sette momenti che indicano le varie fasi della difesa ciceroniana.
Exordium: §§ 1-5. Cicerone denuncia l'assetto eccezionale del tribunale, con schieramento di truppe e la presenza di Pompeo. Tali misure sono tese a garantire la giustizia.
Propositio: §§ 6-23. Cicerone espone la sua tesi difensiva. Milone attaccato da Clodio ha usato il diritto irrinunciabile alla legittima difesa. Segue la confutazione delle accuse mosse dagli avversari. 
1. Ci sono stati in passato casi di assoluzione anche per rei confessi di omicidio, laddove era chiaro il ricorso all'omicidio per legittima difesa;
2. Il delitto della Via Appia non si può qualificare come attentato alla sicurezza dello Stato;
3. Le leggi di Pompeo (la De Vi e la De ambitu) non condannano Milone, egli può dimostrare di aver agito per legittima difesa.

Narratio: §§ 24- 29. Cicerone denuncia l'astio che Clodio nutriva nei confronti di Milone, lo stesso Clodio aveva dichiarato pubblicamente che lo avrebbe ucciso se fosse stato necessario. Da qui l'agguato sulla via Appia in cui Milone si salva per il suo valore e per la fedeltà dei suoi servi. Mentre Clodio, l'attentatore, rimane ucciso.
Probatio: §§ 30-71.Tutti gli indizi confermano la responsabilità di Clodio nell'agguato 
1. Probabile ex causa: Clodio avrebbe tratto maggiori vantaggi dall'uccisione di Milone che non viceversa;
2. Probabile ex vita: la vita di Clodio è stata costellata da violenze ed atti ignobili. Milone non era mai ricorso alla violenza anche laddove ne aveva avuto occasione.
3. Signa et argumenta:
  1. Clodio aveva preannunciato l'uccisione di Milone.
  2. Il luogo dell'agguato era vantaggioso per Clodio.
  3. Il corteo di Clodio era in assetto da guerra, mentre quello di Milone era un corteo impreparato ad un'azione bellicosa.
  4. Dopo l'agguato Milone non si dà alla latitanza, in virtù del fatto che la sua condotta è stata legittima.
4. Locus communis contra rumores: Cicerone smentisce le calunnie che si erano diffuse sul conto di Milone, secondo le quali egli avrebbe attentato alla vita di Pompeo.

Pars adsumptiva: §§ 72-91. Anche laddove Milone avesse ucciso Clodio di proposito, la scomparsa di quest'ultimo è da considerarsi un dono alla città, non una perdita.
Epilogus: §§ 92-105. Cicerone ricorda le benemerenze di Milone, la sua nobile condotta e prega i giudici di ricambiare i grandi benefici che Milone nella sua vita ha offerto alla patria. Pertanto un verdetto coscienzioso non può che essere una sentenza di libertà.